# Buguruslansky (huyện)
Huyện Buguruslansky (tiếng Nga: ? райо́н) là một huyện hành chính tự quản (raion), của Tỉnh Orenburg, Nga. Huyện có diện tích 2885 kilômét vuông. Trung tâm của huyện đóng ở Buguruslan.